# 양세근
양세근(1988년 10월 8일 ~ )은 대한민국의 축구 선수이다. 포지션은 공격수이다.